# Михеева, Ксения Дмитриевна
Ксения Дмитриевна Михеева (родилась 3 апреля 1993 года в Москве) — российская гимнастка, член сборной России по командной гимнастике. Чемпионка открытого чемпионата Чехии 2013, чемпионка мирового фестиваля гимнастики 2013, бронзовый призёр открытого чемпионата Австрии 2014, участница чемпионата Европы 2014. Мастер спорта России (2012 года).

## Биография
Родилась 3 апреля 1993 года в Москве. Родители — отец Михеев Дмитрий Владимирович мастер спорта СССР (1990 года) по дзюдо. Имеет двух младших братьев и сестру.
Спортом начала заниматься в 1997 году — фигурным катанием в ЦСКА. В 1998 году перешла в секцию спортивной гимнастки. Первый тренер — Сикорро Ольга Эдуардовна, хореограф — Гришмановская Светлана Александровна. В настоящее время тренируется у Лагутина Андрея Борисовича и Михалиной Галины Михайловны.
Окончила школу № 7. Затем ГОУ СПО СПТ «Спарта». Имеет средне-специальное образование. В настоящее время студентка Российского государственного университета физкультуры и спорта, факультет «Теории и Методики спортивной гимнастики».

## Достижения
Неоднократно становилась чемпионкой Москвы и победительницей первенства России по спортивной гимнастике.
В 2013 году дебютировала в сборной России в открытом чемпионате Чехии по командной гимнастике, одержав победу.
В этом же году стала победительницей Мирового фестиваля гимнастики в Кейптауне (ЮАР).
В 2014 году завоевала бронзу в открытом чемпионате Австрии.
Осенью 2014 года вошла в основной состав сборной России по командной гимнастике. На чемпионате Европы в Рейкьявике (Исландия) заняла вместе с командой 6-е место в общекомандном зачете.

## Награды и звания
- Мастер спорта России (2012 года)